# Arturs Neikšāns
Arturs Neikšāns est un joueur d'échecs letton né le 16 mars 1983 à Valka.
Au 1er mai 2025, il est le premier joueur letton avec un classement Elo de 2 577 points.

## Biographie et carrière
Grand maître international depuis 2012, il a remporté cinq fois le championnat de Lettonie : en 1999 (à seize ans), 2011, 2015, 2019 et 2025.
Il remporte l'open de Riga en août 2016 (ex æquo avec Kravtsiv, Melkoumian, Goganov et Štoček).

## Compétitions par équipe
Arturs Neikšāns a représenté la Lettonie lors de sept olympiades (2000, 2006, 2012, 2014, 2016, 2018 et 2024), marquant à chaque fois plus de la moitié des points, ainsi que des championnats d'Europe par équipe de 1999, 2011 et 2015.